# Rissoina taiwanica
Rissoina taiwanica is een slakkensoort uit de familie van de Rissoidae. De wetenschappelijke naam van de soort is voor het eerst geldig gepubliceerd in 2004 door Chang & Wu.